# Charles Marq
Charles Marq, né le 25 juillet 1923 à Paris, où il est mort le 19 novembre 2006, est un maître-verrier, peintre et graveur français.

## Biographie
En 1944, Charles Marq suit les cours de dessin de la ville de Paris de Robert Lesbounit. C'est en 1946 qu'il rencontre Brigitte Simon, la fille du maître-verrier rémois Jacques Simon. Ils se marient en 1949 et reprennent ensemble l'atelier paternel à Reims. C'est là qu'il apprend l'art du vitrail.
Il exécute à partir de 1956 des vitraux avec Jacques Villon, Roger Bissière et Marc Chagall pour la cathédrale Saint-Étienne de Metz. C'est avec Jacques Villon qu'il grave ses premières eaux-fortes en 1958 et c'est en 1959 qu'il fait la rencontre de Joseph Sima qui l'incite à peindre et avec lequel il entretiendra une longue amitié.
Il devient le maître-verrier attitré de Chagall dont il réalise tous les vitraux jusqu'en 1985, notamment ceux de la cathédrale Notre-Dame de Reims en 1974. En 1960, il installe au Museum of Modern Art de New York l'exposition des vitraux de Marc Chagall pour Jérusalem, après qu'ils ont été montrés au Musée des arts décoratifs de Paris.
Marguerite et Aimé Maeght lui demandent en 1963 de réaliser les vitraux de Georges Braque et de Raoul Ubac pour la chapelle de la Fondation Maeght à Saint-Paul-de-Vence. L'année suivante, Jacques Lassaigne le met en contact avec Serge Poliakoff et Maria Helena Vieira da Silva. De 1965 à 1967, il réalise, pour l'église Saint-Jacques de Reims, des vitraux de Sima et de Vieira da Silva, ainsi que les vitraux de Foujita pour la Chapelle Foujita à Reims.
C'est par l'entremise de Vieira da Silva qu'il rencontre la galeriste Denise Renard qui organise sa première exposition personnelle en 1968 à la Galerie Jacob à Paris. En 1971, la Galerie Jacob publie et expose un livre d'artiste, Celle qui ne dort pas, réalisé avec Claude Esteban dont il illustre les poèmes de douze aquatintes.
Il est nommé en 1972 conservateur du Musée national du message biblique Marc Chagall à Nice où il demeure deux ans.
Il poursuit son activité de peintre verrier dans le cadre de l'atelier Simon et se consacre essentiellement à son œuvre personnelle à partir de 1982. En 1985 il poursuit la réalisation des vitraux de l'Église Saint-Étienne de Mayence en Allemagne que Chagall avait débuté en 1973. En 1986, Pierre Boulez fait reproduire cinq de ses tableaux dans le premier numéro de la revue de l'IRCAM, Inharmoniques.

## Distinctions
Brigitte Simon et lui reçoivent en 1990 le Grand Prix national des Métiers d'art. Il est nommé Chevalier de la Légion d'honneur en 1986 et Commandeur des Arts et Lettres en 1993.